# Высшая лига КВН 2004
Сезон Высшей лиги КВН 2004 года — 18-й сезон с возрождения телевизионного КВН в 1986 году. В этом году был сыгран «Сезон стилей».
В Высшую лигу в этом сезоне были приглашены 12 команд, среди которых были и первые выпускники Премьер-лиги КВН: «Левый берег», «Регион-13», «Лица Уральской НАциональности» и «Нарты из Абхазии» — первая абхазская команда Высшей лиги. В то же время, сезон 2004 стал первым сезоном без украинских команд, поскольку все ведущие команды этой страны, уже имевшие опыт игр в Высшей и Премьер лигах, были отправлены играть в новой Высшей украинской лиге КВН.
В сезоне 2004 второй раз был сыгран двухсерийный полуфинал. На этот раз не из-за ничьей, а из-за желания жюри повторить эксперимент 2003 года. Две команды — Сборная Пятигорска и РУДН, сыграли свой второй двухсерийный полуфинал. Также, в этом сезоне было принято решение отойти от тем конкурсов, темы давались только играм.
В 2004 году в Высшей лиге появился новый редактор. Начиная с первой серии двухсерийного полуфинала вместе с Андреем Чивуриным лигу начал редактировать участник команды БГУ Леонид Купридо. Он заменил Михаила Марфина.
Обыграв соперников из команд «Лица Уральской НАциональности» и «Четыре татарина», в финал сезона прошли Сборная Пятигорска и РУДН, для которых это был уже второй финал подряд. Третьим участником стала «Парма», которая впервые пробилась в полуфинал Высшей лиги, и смогла занять в нём проходное место. Сборная Пятигорска, проигравшая годом ранее «Утомлённым солнцем» 0,1 балла из-за ошибки компьютера, на этот раз смогла обеспечить себе отрыв от соперников и выиграть Высшую лигу.

## Состав
В сезон Высшей лиги 2004 были приглашены двенадцать команд:
1. Четыре татарина (Казань) — чемпионы Первой лиги, второй состав играющий под брендом «Четыре татарина»
2. Лица Уральской НАциональности (Челябинск) — полуфиналисты Премьер-лиги
3. Нарты из Абхазии (Сухум) — вице-чемпионы Премьер-лиги
4. Регион-13 (Саранск) — чемпионы Премьер-лиги
5. Левый берег (Красноярск) — чемпионы Премьер-лиги
6. Добрянка (Добрянка) — второй сезон в Высшей лиге, полуфиналисты Премьер-лиги, выступали под названием «Корона»
7. Сборная Астаны (Астана) — третий сезон в Высшей лиге
8. Парма (Пермь) — третий сезон в Высшей лиге
9. ТГНГУ (Тюмень) — третий сезон в Высшей лиге
10. Незолотая молодёжь (Москва) — второй сезон в Высшей лиге
11. РУДН (Москва) — второй сезон в Высшей лиге
12. Сборная Пятигорска (Пятигорск) — второй сезон в Высшей лиге

Чемпионом сезона стала сборная команда КВН города Пятигорска.

## Игры

### ⅛ финала
Первая ⅛ финала
- Дата игры: 3 марта
- Тема игры: Стиль жизни
- Команды: Регион-13 (Саранск), Парма (Пермь), Незолотая молодёжь (Москва), Сборная Пятигорска (Пятигорск)
- Жюри: Юлий Гусман, Егор Дружинин, Василий Уткин, Константин Эрнст, Александр Абдулов, Леонид Ярмольник
- Конкурсы: Приветствие, Разминка, БРИЗ, Музыкальный конкурс

| Команда            | Приветствие | Разминка | общий | БРИЗ | общий | Муз. конкурс | Итого |
| ------------------ | ----------- | -------- | ----- | ---- | ----- | ------------ | ----- |
| Незолотая молодёжь | 4,5         | 5,3      | 9,8   | 3,2  | 13    | 5            | 18    |
| Парма              | 5           | 4,5      | 9,5   | 4    | 13,5  | 4,3          | 17,8  |
| Регион-13          | 4,2         | 4        | 8,2   | 2,8  | 11    | 3,8          | 14,8  |
| Сборная Пятигорска | 4,8         | 5,8      | 10,6  | 4    | 14,6  | 5            | 19,6  |

Результат игры:
1. Сборная Пятигорска
2. Незолотая молодёжь
3. Парма
4. Регион-13

- Эту игру провели после второй 1/8-й финала (которая состоялась 26 февраля). Таким образом получается, что хронологически эта игра была второй. Официально она считается первой, так как на ней состоялось открытие сезона с участием всех 12-и команд: каждая в начале игры должна была сказать по одной шутке. В эфир эта игра также вышла перед «второй» 1/8-й финала.
- На игре присутствовал Владимир Путин.
- На этой игре Сборная Пятигорска показала музыкальный конкурс про Гардемаринов.

Вторая ⅛ финала
- Дата игры: 26 февраля
- Тема игры: Собственный почерк
- Команды: Левый берег (Красноярск), Корона (Добрянка), ТГНГУ (Тюмень), РУДН (Москва)
- Жюри: Юлий Гусман, Александр Абдулов, Леонид Ярмольник, Константин Эрнст, Егор Дружинин
- Конкурсы: Приветствие, Разминка, БРИЗ, Музыкальный Конкурс

| Команда     | Приветствие | Разминка | общий | БРИЗ | общий | Муз. конкурс | Итого |
| ----------- | ----------- | -------- | ----- | ---- | ----- | ------------ | ----- |
| РУДН        | 4,4         | 3        | 7,4   | 2,8  | 10,2  | 4,6          | 14,8  |
| Добрянка    | 4,2         | 3,8      | 8     | 3,6  | 11,6  | 5            | 16,6  |
| Левый берег | 4,4         | 4,2      | 8,6   | 3,8  | 12,4  | 3,8          | 16,2  |
| ТГНГУ       | 3,6         | 4        | 7,6   | 3,6  | 11,2  | 4,2          | 15,4  |

Результат игры:
1. Корона
2. Левый берег
3. ТГНГУ
4. РУДН

- Эта игра состоялась до первой, но в эфир вышла после неё, как вторая 1/8-я финала.
- Судейство Егора Дружинина, ставившего команде РУДН низкие оценки, вызвало критику со стороны поклонников команды, и зрителей в целом. На третьей игре сезона Дружинина в жюри уже не было. В четвертьфиналах шутки по поводу произошедшего прозвучали у команд «Добрянка» (видео про Светлакова в эмиграции) и РУДН (фраза «Кто виноват, что в жюри скинхеда посадили…» из песни в начале приветствия).
- В начале игры в качестве члена жюри был также представлен Сергей Светлаков. После приветствия команды РУДН на сцену вышла с приветствием команда из Добрянки, которая в конце выступления попросила «всех тех, кому они дали билеты на игру» встать и подтанцовывать под их финальную песню. В зале начали танцевать люди, и с ними начал танцевать и Светлаков, который при этом залез на свой стол. Далее к нему прибежали актёры команды в образе охранников и вытащили его из зала. Уже в последующем приветствии команда «Левый берег» сразу же пошутила на эту тему («Егор Дружинин ставит танцы членам жюри»), дав понять, что это всё было запланировано заранее и известно командам и Маслякову.
- В музыкальном конкурсе команда Добрянки показала номер про концерт в ПТУ.
- На этой игре команда РУДН показала номер «жёлтогвардейский романс».

Третья ⅛ финала
- Дата игры: 12 марта
- Тема игры: Наша марка
- Команды: Четыре татарина (Казань), Нарты из Абхазии (Сухум), Лица Уральской НАциональности (Челябинск), Сборная Астаны (Астана)
- Жюри: Василий Уткин, Антон Табаков, Леонид Ярмольник, Константин Эрнст, Игорь Верник, Юлий Гусман
- Конкурсы: Приветствие, Разминка, БРИЗ, Музыкальный Конкурс

| Команда          | Приветствие | Разминка | общий | БРИЗ | общий | Муз. конкурс | Итого |
| ---------------- | ----------- | -------- | ----- | ---- | ----- | ------------ | ----- |
| Четыре татарина  | 5           | 4,8      | 9,8   | 3,8  | 13,6  | 4,7          | 18,3  |
| Нарты из Абхазии | 5           | 3,8      | 8,8   | 3,5  | 12,3  | 4,3          | 16,6  |
| Сборная Астаны   | 4,5         | 4,3      | 8,8   | 4    | 12,8  | 4            | 16,8  |
| ЛУНа             | 4,8         | 4        | 8,8   | 3,2  | 12    | 5            | 17    |

Результат игры:
1. Четыре татарина
2. Лица Уральской НАциональности
3. Сборная Астаны
4. Нарты из Абхазии

- На этой игре Сборная Астаны прочитала БРИЗ про казахские обычаи, «Четыре татарина» показали музыкальный конкурс про «Господи прости, Голубой огонёк», «Лица Уральской НАциональности» показали номер про «правдивый хор», который поёт песни так, как их привыкли петь россияне.

Решением жюри десятой командой в четвертьфиналах стала команда РУДН (вторая игра).

### Четвертьфиналы
Первый четвертьфинал
- Дата игры: 12 мая
- Тема игры: Лёгкий стиль
- Команды: ТГНГУ (Тюмень), Корона (Добрянка), Лица Уральской НАциональности (Челябинск), Незолотая молодёжь (Москва), Сборная Пятигорска (Пятигорск)
- Жюри: Антон Табаков, Леонид Ярмольник, Игорь Верник, Константин Эрнст, Андрей Макаревич, Юлий Гусман
- Конкурсы: Приветствие, Разминка, Музыкальный Конкурс

| Команда            | Приветствие | Разминка | общий | Муз. конкурс | Итого |
| ------------------ | ----------- | -------- | ----- | ------------ | ----- |
| ТГНГУ              | 4,8         | 3,8      | 8,6   | 4,8          | 13,4  |
| Добрянка           | 4,5         | 3,5      | 8     | 4            | 12    |
| ЛУНа               | 4           | 4,7      | 8,7   | 4,8          | 13,5  |
| Незолотая молодёжь | 4           | 3,5      | 7,5   | 4,3          | 11,8  |
| Сборная Пятигорска | 4,8         | 5,5      | 10,3  | 5            | 15,3  |

Результат игры:
1. Сборная Пятигорска
2. Лица Уральской НАциональности
3. ТГНГУ
4. Корона
5. Незолотая молодёжь

- На этой игре Сборная Пятигорска показала музыкальный конкурс про принцессу, которая искала себе жениха.
- В приветствии команды Добрянки на несколько секунд на сцене появился Филипп Киркоров.
- В том же приветствии команда Добрянки показала видео о «Сергее Светлакове в эмиграции» (после его танца на столе в 1/8-й финала), в клипе появился также Егор Дружинин и попросил, чтобы его тоже взяли обратно в КВН.
- Команда «Лица Уральской НАциональности» на этой игре показала номер про Мэтью, который якобы был пятым в группах «Битлз» и «АББА», а также пел с Элвисом.
- На игре присутствовали футболисты сборной России.

Второй четвертьфинал
- Дата игры: 19 мая
- Тема игры: Спортивный стиль
- Команды: РУДН (Москва), Четыре татарина (Казань), Левый берег (Красноярск), Сборная Астаны (Астана), Парма (Пермь)
- Жюри: Василий Уткин, Леонид Ярмольник, Константин Эрнст, Игорь Верник, Юлий Гусман
- Конкурсы: Приветствие, Разминка, Музыкальный Конкурс

| Команда         | Приветствие | Разминка | общий | Муз. конкурс | Итого |
| --------------- | ----------- | -------- | ----- | ------------ | ----- |
| Четыре татарина | 4,2         | 4,4      | 8,6   | 5            | 13,6  |
| Сборная Астаны  | 4           | 4        | 8     | 4,2          | 12,2  |
| Парма           | 4,8         | 5,4      | 10,2  | 5            | 15,2  |
| Левый берег     | 4,4         | 4,2      | 8,6   | 4,6          | 13,2  |
| РУДН            | 4,8         | 4,6      | 9,4   | 4,6          | 14    |

Результат игры:
1. Парма
2. РУДН
3. Четыре татарина
4. Левый берег
5. Сборная Астаны

- На этой игре «Парма» показала музыкальный конкурс про конферансье.
- Это первая в Высшей лиге игра, в которой РУДН не заняли первое или последнее место.
- На этой игре впервые был показан номер созданный компьютерной графикой — номер команды «Левый берег» о стратегии Георгия Ярцева на Евро 2004[2].
- В музыкальном конкурсе команда «Четыре татарина» показала номер «Отверженные», более известный как «Неожиданно!»
- На игре присутствовали Владимир и Виталий Кличко.

По просьбе членов жюри второго четвертьфинала было решено сыграть очередной двухсерийный полуфинал, и пригласить в качестве пятого участника занявшую третье место во второй игре команду Четыре татарина.

### Двухсерийный полуфинал
Первая серия полуфинала
- Дата игры: 5 октября
- Тема игры: Вольный стиль
- Команды: Четыре татарина (Казань), Лица Уральской НАциональности (Челябинск), РУДН (Москва), Парма (Пермь), Сборная Пятигорска (Пятигорск)
- Жюри: Василий Уткин, Андрей Макаревич, Игорь Верник, Леонид Парфёнов, Юлий Гусман
- Конкурсы: Разминка, Приветствие, БРИЗ, Конкурс финальной песни

| Команда            | Разминка | Приветствие | общий | БРИЗ | общий | Муз. финал | Итого |
| ------------------ | -------- | ----------- | ----- | ---- | ----- | ---------- | ----- |
| Сборная Пятигорска | 5        | 4,8         | 9,8   | 3,2  | 13    | 4,2        | 17,2  |
| РУДН               | 4,2      | 5           | 9,2   | 3    | 12,2  | 5          | 17,2  |
| Четыре татарина    | 4,2      | 4,8         | 9     | 3,2  | 12,2  | 4,4        | 16,6  |
| Парма              | 4,2      | 4,6         | 8,8   | 4    | 12,8  | 4,2        | 17    |
| ЛУНа               | 3,8      | 4,4         | 8,2   | 3    | 11,2  | 4,4        | 15,6  |

Результат игры:
1. Сборная Пятигорска; РУДН
2. Парма
3. Четыре татарина
4. Лица Уральской НАциональности

- На этой игре Николай Наумов из команды «Парма» прочитал БРИЗ «заголовки жёлтой прессы».
- Как и в 2003 году, Конкурс финальной песни выиграла команда РУДН.

Вторая серия полуфинала
- Дата игры: 10 октября
- Тема игры: Вольный стиль
- Команды: Лица Уральской НАциональности (Челябинск), Четыре татарина (Казань), Парма (Пермь), РУДН (Москва), Сборная Пятигорска (Пятигорск)
- Жюри: Василий Уткин, Андрей Макаревич, Игорь Верник, Леонид Парфёнов, Юлий Гусман
- Конкурсы: Фристайл, Капитанский конкурс, Музыкальное домашнее задание

| Команда            | Фристайл | Капитанский | общий | МДЗ | Итого |
| ------------------ | -------- | ----------- | ----- | --- | ----- |
| ЛУНа               | 4,8      | 4           | 8,8   | 5,6 | 14,4  |
| Парма              | 3,6      | 4           | 7,6   | 5,8 | 13,4  |
| Сборная Пятигорска | 4,4      | 3,2         | 7,6   | 5,8 | 13,4  |
| Четыре татарина    | 4,2      | 3,4         | 7,6   | 5   | 12,6  |
| РУДН               | 5        | 3           | 8     | 5,2 | 13,2  |

Результат игры:
1. Лица Уральской НАциональности
2. Сборная Пятигорска; Парма
3. РУДН
4. Четыре татарина

- На этой игре был сыгран капитанский конкурс. Играли: Антон Морозенко («ЛУНа»), Александр Смирнов («Парма»), Сангаджи Тарбаев (РУДН), Екатерина Скулкина («Четыре татарина») и Семён Слепаков (Пятигорск). Конкурс был музыкальным.
- Сборная Пятигорска показала на этой игре домашнее задание про Ломоносова в Холмогорах.
- Эта игра была единственной в сезоне 2004, в которой Пятигорск не занял первое место.
- Команда «ЛУНа» заняла первое место, но по общему итогу полуфиналов оказалась на непроходном месте. Таким образом, это единственная команда, занявшая первое место, но вылетевшая из сезона.
- Команда РУДН в своём фристайле показала номер про отдел расследований в сборной России по футболу.
- «Парма» на этой игре показала домашнее задание про правнучку Фёдора Шаляпина на «Фабрике Звёзд». Номер оказался пророческим, поскольку в 2006-м году на «Фабрике Звёзд» появился Прохор Шаляпин.
- На этой игре команда «Лица Уральской НАциональности» показала номера «Триллиард на халяву», «Как русские придумывали водку», «Извечные русские вопросы» и «Идиоты».

Сумма за две серии и общий итог полуфинала
| Команда            | Разминка | Приветствие | общий | БРИЗ | общий | Муз. финал | общий | Фристайл | общий | Капитанский | общий | МДЗ | Итого |
| ------------------ | -------- | ----------- | ----- | ---- | ----- | ---------- | ----- | -------- | ----- | ----------- | ----- | --- | ----- |
| Сборная Пятигорска | 5        | 4,8         | 9,8   | 3,2  | 13    | 4,2        | 17,2  | 4,4      | 21,6  | 3,2         | 24,8  | 5,8 | 30,6  |
| РУДН               | 4,2      | 5           | 9,2   | 3    | 12,2  | 5          | 17,2  | 5        | 22,2  | 3,2         | 25,2  | 5,2 | 30,4  |
| Четыре татарина    | 4,2      | 4,8         | 9     | 3,2  | 12,2  | 4,2        | 16,6  | 4,2      | 20,8  | 3,4         | 24,2  | 5   | 29,2  |
| Парма              | 4,2      | 4,6         | 8,8   | 4    | 12,8  | 4,2        | 17    | 3,6      | 20,6  | 4           | 24,6  | 5,8 | 30,4  |
| ЛУНа               | 3,8      | 4,4         | 8,2   | 3    | 11,2  | 4,4        | 15,6  | 4,8      | 20,4  | 4           | 24,4  | 5,6 | 30    |

Результат полуфиналов:
1. Сборная Пятигорска
2. РУДН; Парма
3. Лица Уральской НАциональности
4. Четыре татарина

### Финал
- Дата игры: 15 декабря
- Тема игры: Наступающий стиль
- Команды: РУДН (Москва), Парма (Пермь), Сборная Пятигорска (Пятигорск)
- Жюри: Василий Уткин, Леонид Ярмольник, Константин Эрнст, Игорь Верник, Сергей Шолохов, Юлий Гусман
- Конкурсы: Приветствие, Разминка, СТЭМ, Музыкальное домашнее задание

| Команда            | Приветствие | Разминка | общий | СТЭМ | общий | МДЗ | Итого |
| ------------------ | ----------- | -------- | ----- | ---- | ----- | --- | ----- |
| РУДН               | 4,8         | 4,2      | 9     | 3,3  | 12,3  | 6   | 18,3  |
| Парма              | 4,5         | 4,5      | 9     | 3,5  | 12,5  | 5,2 | 17,7  |
| Сборная Пятигорска | 4,5         | 4,7      | 9,2   | 4    | 13,2  | 5,7 | 18,9  |

Результат игры:
1. Сборная Пятигорска
2. РУДН
3. Парма

Сборная Пятигорска стала чемпионом Высшей лиги сезона 2004.
- На этой игре РУДН показали домашнее задание, основанное на фильме «Телефонная будка».
- Сборная Пятигорска показала на этой игре СТЭМ про отца и сына, которые наряжают новогоднюю ёлку («ма-ла-дец»).
- В одном из номеров Сборной Пятигорска участвовала группа «Фабрика».

## Члены жюри
В сезоне 2004 игры Высшей лиги КВН судили 11 человек.
8 игр
- Юлий Гусман

6 игр
- Игорь Верник
- Василий Уткин
- Константин Эрнст
- Леонид Ярмольник

3 игры
- Андрей Макаревич

2 игры
- Александр Абдулов
- Егор Дружинин
- Леонид Парфёнов
- Антон Табаков

1 игра
- Сергей Шолохов

## Видео
- Первая (вторая) 1/8-я финала Архивная копия от 6 ноября 2014 на Wayback Machine
- Вторая (первая) 1/8-я финала Архивная копия от 8 октября 2014 на Wayback Machine
- Третья 1/8-я финала
- Первый четвертьфинал
- Второй четвертьфинал Архивная копия от 14 октября 2014 на Wayback Machine
- Первый полуфинал Архивная копия от 17 октября 2014 на Wayback Machine
- Второй полуфинал
- Финал Архивная копия от 21 октября 2014 на Wayback Machine